# Liverpool Football Club 1984-1985
Questa voce raccoglie le informazioni riguardanti il Liverpool Football Club nelle competizioni ufficiali della stagione 1984-1985.

## Stagione
L'inizio di stagione del Liverpool fu negativo, con i concittadini dell'Everton che prevalsero in Charity Shield grazie a un'autorete del portiere Grobbelaar e una serie di pareggi e sconfitte che, nel mese di ottobre, fecero scivolare la squadra nella metà inferiore della classifica del campionato. Eliminati anche dalla Coppa di Lega per mano del Tottenham, a partire dal mese di novembre i Reds ripresero lentamente quota, lottando per un posto in zona UEFA assieme a numerose squadre; grazie a una serie di risultati utili consecutivi ottenuti nell'ultimo mese, il Liverpool ottenne la piazza d'onore, concludendo con tredici punti di svantaggio sull'Everton campione. Nel frattempo i Reds erano giunti anche alle semifinali di FA Cup, dove vennero eliminati dal Manchester Utd dopo che il pareggio del relativo incontro aveva reso necessario lo svolgimento di una ripetizione.
Sconfitto dall'Independiente in Coppa Intercontinentale, per il secondo anno consecutivo il Liverpool riuscì a raggiungere la finale di Coppa dei Campioni, incontrando la Juventus che, a gennaio, aveva sconfitto i Reds nella Supercoppa europea. Poco prima dell'inizio dell'incontro, da disputarsi allo Stadio Heysel di Bruxelles, i tifosi del Liverpool sfondarono la rete che separava il loro settore da quello riservato a semplici spettatori, in gran parte tifosi juventini organizzatisi autonomamente. Il cedimento dei muri perimetrali causato dalla ressa di spettatori venuta a crearsi provocò la morte di 39 persone e il ferimento di altre 600; costretti dalla UEFA e dalle autorità belghe per giocare per motivi di ordine pubblico, i Reds vennero sconfitti dalla Juventus per 1-0 Due giorni dopo tali avvenimenti, la confederazione dispose la squalifica a tempo indeterminato dei club inglesi dai tornei continentali: i Reds, che in questo modo si videro precluso l'accesso alla Coppa UEFA guadagnato sul campo, vennero colpiti da un'ulteriore sanzione, che prolungava di tre anni (in seguito ridotto a uno) la squalifica nel caso in cui fosse decaduto il bando.
Poco prima del termine della stagione, la prima senza trofei dopo nove anni, Joe Fagan aveva annunciato l'abbandono della guida della squadra: al suo posto venne ingaggiato Kenny Dalglish, che divenne il primo allenatore-giocatore della storia dei Reds.

## Maglie e sponsor
Lo sponsor tecnico per la stagione 1984-1985 è Umbro, mentre lo sponsor ufficiale è Crown Paints. Nel corso della finale di Coppa dei Campioni venne per la prima volta utilizzato un completo prodotto dal nuovo sponsor tecnico Adidas.
| Manica sinistra · Manica sinistra · Maglietta · Maglietta · Manica destra · Manica destra · Pantaloncini · Pantaloncini · Calzettoni | Manica sinistra · Manica sinistra · Maglietta · Maglietta · Manica destra · Manica destra · Pantaloncini · Calzettoni | Manica sinistra · Manica sinistra · Maglietta · Maglietta · Manica destra · Manica destra · Pantaloncini · Pantaloncini · Calzettoni · Calzettoni |  |

## Organigramma societario
Area direttiva
- Presidente: John Smith

Area tecnica
- Allenatore: Joe Fagan
- Allenatore in seconda: Ronnie Moran

## Rosa
| N. |                        | Ruolo | Calciatore           |
| -- | ---------------------- | ----- | -------------------- |
|    | Inghilterra (bandiera) | P     | Bob Bolder           |
|    | Zimbabwe (bandiera)    | P     | Bruce Grobbelaar     |
|    | Inghilterra (bandiera) | P     | Chris Pile           |
|    | Irlanda (bandiera)     | D     | Jim Beglin           |
|    | Scozia (bandiera)      | D     | Gary Gillespie       |
|    | Scozia (bandiera)      | D     | Alan Hansen          |
|    | Inghilterra (bandiera) | D     | Alan Kennedy         |
|    | Irlanda (bandiera)     | D     | Mark Lawrenson       |
|    | Scozia (bandiera)      | D     | John McGregor        |
|    | Inghilterra (bandiera) | D     | Phil Neal (capitano) |
|    | Scozia (bandiera)      | D     | Steve Nicol          |
|    | Inghilterra (bandiera) | D     | Phil Thompson        |

| N. |                        | Ruolo | Calciatore       |
| -- | ---------------------- | ----- | ---------------- |
|    | Danimarca (bandiera)   | C     | Jan Mølby        |
|    | Inghilterra (bandiera) | C     | Sammy Lee        |
|    | Scozia (bandiera)      | C     | Kevin MacDonald  |
|    | Scozia (bandiera)      | C     | John Wark        |
|    | Irlanda (bandiera)     | C     | Ronnie Whelan    |
|    | Scozia (bandiera)      | C     | Kenny Dalglish   |
|    | Inghilterra (bandiera) | A     | David Hodgson    |
|    | Inghilterra (bandiera) | A     | Craig Johnston   |
|    | Irlanda (bandiera)     | A     | Michael Robinson |
|    | Galles (bandiera)      | A     | Ian Rush         |
|    | Inghilterra (bandiera) | A     | Paul Walsh       |

## Risultati

### FA Cup
| Arbitro: | Courtney |

|                       |           |  |
| Rush 4’, 74’ Wark 49’ | Marcatori |  |

| Arbitro: | Hackett |

|          |           |  |
| Rush 17’ | Marcatori |  |

| Arbitro: | Willis |

|             |           |          |
| Sbragia 89’ | Marcatori | 52’ Rush |

| Arbitro: | Willis |

|                                                       |           |  |
| Whelan 15’, 55’ Wark 28’, 58’, 79’ Neal 72’ Walsh 83’ | Marcatori |  |

| Arbitro: | Downey |

|  |           |                               |
|  | Marcatori | 55’, 80’, 84’ Rush 72’ Whelan |

| Arbitro: | Courtney |

|                      |           |                          |
| Whelan 87’ Rush 119’ | Marcatori | 69’ Robson 98’ Stapleton |

| Arbitro: | Hackett |

|                       |           |                    |
| Robson 46’ Hughes 58’ | Marcatori | 39’ (aut.) McGrath |

### Coppa dei Campioni
| Arbitro: | Johansson |

|  |           |          |
|  | Marcatori | 62’ Wark |

| Arbitro: | Geurds |

|                              |           |  |
| Wark 16’, 20’, 86’ Walsh 35’ | Marcatori |  |

| Arbitro: | van Langenhove |

|                    |           |                |
| Rush 44’, 71’, 77’ | Marcatori | 51’ Diamantino |

| Arbitro: | Vautrot |

|                    |           |  |
| Manniche 6’ (rig.) | Marcatori |  |

| Arbitro: | Donchev |

|             |           |           |
| Polster 23’ | Marcatori | 86’ Nicol |

| Arbitro: | Bergamo |

|                                               |           |              |
| Walsh 17’, 55’ Nicol 37’ Obermayer 46’ (aut.) | Marcatori | 64’ Prohaska |

| Arbitro: | Keizer |

|                                   |           |  |
| Wark 35’ Rush 48’, 49’ Beglin 85’ | Marcatori |  |

| Arbitro: | Prokop |

|  |           |               |
|  | Marcatori | 60’ Lawrenson |

| Arbitro: | Daina |

|                    |           |  |
| Platini 58’ (rig.) | Marcatori |  |

### Coppa Intercontinentale
| Arbitro: | Arppi Filho |

|  |           |              |
|  | Marcatori | 6’ Percudani |

### Supercoppa UEFA
| Arbitro: | Pauly |

|                 |           |  |
| Boniek 39’, 79’ | Marcatori |  |

### Charity Shield
| Arbitro: | Hackett (South Yorkshire) |

|                       |           |  |
| Grobbelaar 55’ (aut.) | Marcatori |  |

## Statistiche

### Statistiche di squadra
| Competizione            | Punti | Totale | Totale | Totale | Totale | Totale | Totale | D.R. |
| Competizione            | Punti | G      | V      | N      | P      | Gf     | Gs     | D.R. |
| ----------------------- | ----- | ------ | ------ | ------ | ------ | ------ | ------ | ---- |
| First Division          | 77    | 42     | 22     | 11     | 9      | 68     | 35     | +33  |
| FA Cup                  | -     | 7      | 4      | 2      | 1      | 19     | 5      | +14  |
| EFL Cup                 | -     | 3      | 1      | 1      | 1      | 2      | 1      | +1   |
| Coppa dei Campioni      | -     | 9      | 6      | 1      | 2      | 17     | 5      | +12  |
| Supercoppa UEFA 1984    | -     | 1      | 0      | 0      | 1      | 0      | 2      | -2   |
| Coppa Intercontinentale | -     | 1      | 0      | 0      | 1      | 0      | 1      | -1   |
| Charity Shield          | -     | 1      | 0      | 0      | 1      | 0      | 1      | -1   |
| Totale                  | -     | 64     | 34     | 15     | 16     | 106    | 50     | +56  |

### Andamento in campionato
| Giornata  | 1 | 2 | 3 | 4 | 5 | 6  | 7 | 8  | 9  | 10 | 11 | 12 | 13 | 14 | 15 | 16 | 17 | 18 | 19 | 20 | 21 | 22 | 23 | 24 | 25 | 26 | 27 | 28 | 29 | 30 | 31 | 32 | 33 | 34 | 35 | 36 | 37 | 38 | 39 | 40 | 41 | 42 |
| --------- | - | - | - | - | - | -- | - | -- | -- | -- | -- | -- | -- | -- | -- | -- | -- | -- | -- | -- | -- | -- | -- | -- | -- | -- | -- | -- | -- | -- | -- | -- | -- | -- | -- | -- | -- | -- | -- | -- | -- | -- |
| Luogo     | T | C | C | T | T | C  | T | C  | C  | T  | C  | T  | T  | C  | T  | C  | T  | C  | T  | T  | C  | C  | T  | T  | C  | T  | C  | T  | C  | C  | T  | C  | T  | T  | T  | C  | C  | T  | T  | C  | T  | C  |
| Risultato | N | V | N | V | P | N  | N | P  | N  | P  | P  | V  | V  | P  | V  | V  | P  | V  | N  | V  | P  | V  | N  | V  | V  | N  | V  | N  | V  | V  | P  | P  | V  | V  | V  | V  | P  | V  | N  | V  | V  | V  |
| Posizione | 8 | 3 | 6 | 3 | 8 | 10 | 9 | 12 | 12 | 16 | 17 | 14 | 12 | 14 | 10 | 8  | 10 | 9  | 8  | 8  | 10 | 7  | 9  | 7  | 4  | 8  | 5  | 5  | 4  | 3  | 5  | 5  | 4  | 4  | 4  | 3  | 4  | 3  | 3  | 3  | 3  | 2  |

Fonte:  Premier League 1984/1985, su calcio.com.
Legenda:

Luogo: C = Casa; T = Trasferta. Risultato: V = Vittoria; N = Pareggio; P = Sconfitta.

### Statistiche dei giocatori
| Giocatore     | First Division | First Division | FA Cup+EFL Cup | FA Cup+EFL Cup | Coppa dei Campioni+ Supercoppa UEFA | Coppa dei Campioni+ Supercoppa UEFA | Coppa Intercontinentale+ Charity Shield | Coppa Intercontinentale+ Charity Shield | Totale   | Totale |
| Giocatore     | Presenze       | Reti           | Presenze       | Reti           | Presenze                            | Reti                                | Presenze                                | Reti                                    | Presenze | Reti   |
| ------------- | -------------- | -------------- | -------------- | -------------- | ----------------------------------- | ----------------------------------- | --------------------------------------- | --------------------------------------- | -------- | ------ |
| J. Beglin     | 10             | 1              | 2+0            | 0+0            | 3+0                                 | 1+0                                 | 0+0                                     | 0+0                                     | 15       | 2      |
| B. Bolder     | 0              | -0             | 0+0            | -0+-0          | 0+-                                 | -0+-                                | 0+0                                     | -0+-0                                   | 0        | 0      |
| K. Dalglish   | 36             | 6              | 7+1            | 0+0            | 7+-                                 | 2+-                                 | 1+1                                     | 0+0                                     | 53       | 8      |
| G. Gillespie  | 12             | 1              | 4+3            | 0+0            | 3+1                                 | 0+0                                 | 0+1                                     | 0+0                                     | 24       | 1      |
| B. Grobbelaar | 42             | -35            | 7+3            | -5+-1          | 9+1                                 | -5+-1                               | 1+1                                     | -1+-2                                   | 64       | -50    |
| A. Hansen     | 41             | 0              | 7+2            | 0+0            | 9+1                                 | 0+0                                 | 1+1                                     | 0+0                                     | 62       | 0      |
| D. Hodgson    | -              | -              | -              | -              | -                                   | -                                   | -+0                                     | -+0                                     | 0        | 0      |
| C. Johnston   | 11             | 0              | 0+1            | 0+0            | 4+-                                 | 1+-                                 | -+1                                     | -+0                                     | 17       | 1      |
| A. Kennedy    | 32             | 1              | 5+3            | 0+0            | 6+1                                 | 0+0                                 | 1+1                                     | 0+0                                     | 49       | 1      |
| S. Lee        | 17             | 0              | 1+2            | 0+0            | 4+0                                 | 0+0                                 | 1+0                                     | 0+0                                     | 25       | 0      |
| M. Lawrenson  | 33             | 1              | 4+2            | 0+0            | 9+1                                 | 1+0                                 | 1+-                                     | 0+-                                     | 50       | 2      |
| K. MacDonald  | 13             | 0              | 7+-            | 4+-            | 3+1                                 | 0+0                                 | 0+-                                     | 0+-                                     | 24       | 4      |
| J. Mølby      | 22             | 1              | -+1            | -+0            | 0+0                                 | 0+0                                 | 0+-                                     | 0+-                                     | 23       | 1      |
| P. Neal       | 42             | 4              | 7+3            | 1+0            | 9+1                                 | 0+0                                 | 1+1                                     | 0+0                                     | 64       | 5      |
| S. Nicol      | 31             | 5              | 6+2            | 0+0            | 6+1                                 | 2+0                                 | 1+1                                     | 0+0                                     | 48       | 7      |
| C. Pile       | -              | -              | -              | -              | -+0                                 | -+-0                                | -                                       | -                                       | 0        | 0      |
| M. Robinson   | 6              | 0              | -+3            | -+1            | 1+-                                 | 0+-                                 | 0+0                                     | 0+0                                     | 10       | 1      |
| I. Rush       | 28             | 14             | 6+1            | 7+0            | 6+1                                 | 5+0                                 | 1+1                                     | 0+0                                     | 44       | 26     |
| P. Thompson   | -              | -              | -              | -              | 0+-                                 | 0+-                                 | -                                       | -                                       | 0        | 0      |
| P. Walsh      | 26             | 8              | 3+2            | 2+0            | 6+1                                 | 3+0                                 | -+1                                     | -+0                                     | 39       | 13     |
| J. Wark       | 40             | 18             | 7+3            | 4+0            | 9+1                                 | 5+0                                 | 1+1                                     | 0+0                                     | 62       | 27     |
| R. Whelan     | 37             | 7              | 7+4            | 4+1            | 9+1                                 | 0+0                                 | 1+1                                     | 0+0                                     | 60       | 12     |